# Цяньдуннань-Мяо-Дунский автономный округ
Цяньдуннань-Мяо-Дунский автономный округ (кит. упр. 黔东南苗族侗族自治州, пиньинь Qiándōngnán Miáozú Dòngzú zìzhìzhōu) — автономный округ в провинции Гуйчжоу, Китай.

## История
После того, как в конце 1949 года в провинцию Гуйчжоу вошли войска НОАК и установилась власть Китайской Народной Республики, провинция была разделена на 8 «специальных районов», среди которых были, в частности, Специальный район Душань (独山专区, в 1952 году был переименован в Специальный район Дуюнь (都匀专区)), состоящий из 12 уездов, и Специальный район Чжэньюань (镇远专区), также состоящий из 12 уездов.
В апреле 1956 года постановлением Госсовета КНР был образован состоящий из 16 уездов Цяньдуннань-Мяо-Дунский автономный округ, в состав которого вошли 11 уездов бывшего Специального района Чжэньюань и 5 уездов бывшего Специального района Дуюнь. Власти автономного округа разместились в выделенном из уезда Лушань уезде Кайли.
В декабре 1958 года многие уезды были объединены друг с другом, и в составе автономного округа стало всего 7 уездов; в частности, уезд Лушань был при этом присоединён к уезду Кайли. В 1961—1962 годах решения об укрупнении уездов были постепенно отменены, и в составе автономного округа вновь стало 16 уездов; уезд Лушань восстанавливать не стали, территория изначального уезда Лушань теперь называлась уездом Кайли.
В августе 1983 года постановлением Госсовета КНР уезд Кайли был преобразован в городской уезд.

## Население
Согласно переписи населения 2000 года, в округе проживает 3844,7 тыс. чел.

### Национальный состав (2000)
| Народ   | Численность | Доля    |
| ------- | ----------- | ------- |
| Мяо     | 1 594 939   | 41,48 % |
| Дун     | 1 207 197   | 31,4 %  |
| Китайцы | 742 109     | 19,3 %  |
| Шуйцы   | 62 492      | 1,63 %  |
| Буи     | 40 148      | 1,04 %  |
| Туцзя   | 39 512      | 1,03 %  |

## Административное деление
Автономный округ делится на 1 городской уезд и 15 уездов:
| Карта | Карта     | Карта     | Карта          | Карта            | Карта         |
| --- | --------- | --------- | -------------- | ---------------- | ------------- |
| Кайли Хуанпин Шибин Саньсуй Чжэньюань Цэньгун Тяньчжу Цзиньпин Цзяньхэ Тайцзян Липин Жунцзян Цунцзян Лэйшань Мацзян Даньчжай |           |           |                |                  |               |
| Статус | Название  | Иероглифы | Пиньинь        | Население (2010) | Площадь (км²) |
| Городской уезд | Кайли     | 凯里市    | Kaǐlǐ shì      |                  |               |
| Уезд | Хуанпин   | 黄平县    | Huángpíng xiàn |                  |               |
| Уезд | Шибин     | 施秉县    | Shībǐng xiàn   |                  |               |
| Уезд | Саньсуй   | 三穗县    | Sānsuì xiàn    |                  |               |
| Уезд | Чжэньюань | 镇远县    | Zhènyuǎn xiàn  |                  |               |
| Уезд | Цэньгун   | 岑巩县    | Céngǒng xiàn   |                  |               |
| Уезд | Тяньчжу   | 天柱县    | Tiānzhù xiàn   |                  |               |
| Уезд | Цзиньпин  | 锦屏县    | Jǐnpíng xiàn   |                  |               |
| Уезд | Цзяньхэ   | 剑河县    | Jiànhé xiàn    |                  |               |
| Уезд | Тайцзян   | 台江县    | Táijiāng xiàn  |                  |               |
| Уезд | Липин     | 黎平县    | Lípíng xiàn    |                  |               |
| Уезд | Жунцзян   | 榕江县    | Róngjiāng xiàn |                  |               |
| Уезд | Цунцзян   | 从江县    | Cóngjiāng xiàn |                  |               |
| Уезд | Лэйшань   | 雷山县    | Léishān xiàn   |                  |               |
| Уезд | Мацзян    | 麻江县    | Májiāng xiàn   |                  |               |
| Уезд | Даньчжай  | 丹寨县    | Dānzhài xiàn   |                  |               |